# 미야타 코우키
미야타 코우키(宮田幸季 みやた こうき[*], 1972년 10월 9일 ~ )는 일본의 성우이다. 소속사는 81 프로듀스. 가나가와현 출신. 이전 이름은 미야타 하루노리.
2007년 제 1회 성우 어워드 서브 캐릭터상 남자 성우 부문을 수상하였다.

## 출연작품
※굵은 글씨는 주연, 주요 캐릭터

### TV 애니메이션
1996년
- 소년 산타의 대모험 (마을 사람, 샤모니)
- 하멜의 바이올린 (베이스, 류트)
- 용자지령 다그온 (어린이)

1997년
- 큐티 하니 F (코우타, 과학자, 가드맨)
- 심해전설 머메이드 (어린이 외)
- 할렐루야 보이 (나오키, 어린이들)
- 하니타로입니다 (우치노쿠라 선생, 쿠로코, 샐러리맨, 편의점 직원 외)
- VIRUS (소년, 기술자)
- 날 버리지 말아줘 데이지
- 꿈의 크레용 왕국 (네기, 하이이로 대신)

1998년
- EAT-MAN'98 (앤디)
- 트라이건 (밧슈 소년시절)
- 남해기왕 네오랑가 (죠엘)
- 마스터 키튼 (키튼 소년시절)
- 버블검 크라이시스 도쿄 2040 (어린이)
- 비밀의 앗코짱 (왕새우, 돌고래)
- 요이코 (고교생, 교사)

1999년
- 이솝월드 (마이켈)
- 하급생 (타카다 신지)
- 과장왕자
- 신풍괴도 잔느 (아키타 형사 외)
- 그와 그녀의 사정 (토나미 타케후미의 소년시절)
- 주간 스토리 랜드 (가야)
- 봉신연의 (나타쿠)
- 조이드 (베타)
- 디지몬 어드벤쳐 (피코데블몬, 바케몬, 게코몬)
- 투하트 (남학생, 학생회장, 손님)
- 리스키&세이프티 (아사오)
- 마법을 쓰고 싶어! (나카토미 나오키, 연극부장)

2000년
- 우주인 타로 (마을 사람, 이무타쿠)
- 학교괴담 (학생)
- 그라비테이션 (유키 에리 소년시절, 리포터)
- 방가방가 햄토리 (토라비스, 남자)
- 밥과 일하다 부부즈 (토라비스, 남자)
- 육문천외 몬코레 나이트 (페가수스(형))

2001년
- 아귀적가족 아쿠에 패밀리 전원집합!! (의사, 웨이터, 간호사, 도둑, 젠바오)
- 꼬마마법사 레미 (요시다 카즈야, 바바이야 형제 오토워드, 원조 MAHO당 남자 점원)
- 짱구는 못말려 (어린이)
- 천사의 꼬리 (주작 레이, 수수께기의 남자)
- 코믹파티 (쥬왕자 츠루히코)
- 리얼바웃 하이스쿨 (카미야 다이사쿠)
- 샤먼킹 (아실)
- 정글은 언제나 하레와 구우 (리쿠, 다이나)
- 탐정소년 카게맨 (마이크)
- 디지몬 테이머즈 (쿤비라몬)
- 탑블레이드 (아키라)
- HAPPY★LESSON (요시네)
- 포켓몬스터 (어린이)
- 명탐정 코난 (오오타니 쥰사)
- 미래전사 런딤 (모리구치 카즈토)

2002년
- 아따맘마 (코야마, 티비소리, 남자 B, 남자 C)
- 겟 백커즈 (카나야)
- 사무라이 디퍼 쿄우 (白鴉)
- 닌타마 란타로 (칸자키 사몬)
- 라제폰 (야쿠모 소이치)
- 미르모 퐁퐁퐁 (키사라기 료)

2003년
- 우리집 (남자)
- 길가메쉬 (츠키오카 토오루)
- 무적뱅커 크로켓 (타르타르)
- 세인트 비스트 (주작 레이)
- HAPPY★LESSON ADVANCE (요시네)
- 포포로크로이스 (코고토 왕자, 로리스)
- 무한전기 포트리스 (아이오)
- 원더바 스타일 (츠쿠모 스스무)
- 포트리스 (아이오)

2004년
- 우리집 (남학생)
- SD건담포스 (옐로 드가)
- 오늘부터 마왕 (무라타 켄)
- 스파이더맨 (랜디 로버트슨)
- 택틱스 (이치노미야 칸타로)
- 블리치 (야마다 하나타로)
- 머나먼 시공 속에서 -팔엽초- (나가레야마 시몬)
- 포켓몬스터 어드밴스 제너레이션 (나레이터 A)

2005년
- 메이저 2th season（코모리 다이스케）
- 오늘부터 마왕 2th season (무라타 켄)
- 우에키의 법칙 (우고)
- 엠마 (아서 존스)
- 좋아하는 것은 좋으니까 어쩔수 없어!! (하시바 세이)
- 츠바사 크로니클 (유키토)
- 닌타마 란타로 (카와키타케 닌자 A)
- 노에인 ~또하나의 너에게~ (후지와라 이사미)
- 성실하게 불성실한 쾌걸 조로리 (국왕)

2006년
- 아리아 (안톤)
- 미라클! 미미카 (단다 하지메, 오지 슌노스케)
- 그늘에서 지킨다! (히노모리 타스케)
- 츠바사 크로니클 2기 (유키토)
- 천하무적 크래쉬 비드맨 (DJ 바쿠)

2007년
- 피니와 퍼브(피니어스 플린)
- 메이저 3th season（코모리 다이스케）
- 니노미야군에게 애도를 (호사카 미츠루)
- 수호캐릭터 (리듬)

2008년
- 메이저 4th season（코모리 다이스케）
- 오늘부터 마왕 3th season (무라타 켄)

2009년
- 메이저 5th season（코모리 다이스케）
- 세븐 고스트 (라브라도르)

2010년
- 메이저 6th season（코모리 다이스케）
- 머나먼 시공 속에서 3 끝없는 운명 (무사시보 벤케이)
- 바보와 시험과 소환수 (츠지야 코우타)
- 메탈 파이트 베이블레이드 (토비)

2011년
- 바보와 시험과 소환수 2기 (츠지야 코우타)
- 하느님의 메모장 (소령)

2012년
- 원피스 (와다츠미)

2013년
- free! (니토리 아이이치로)

2014년
- 원피스 (델린져)

### OVA
2002년
- 머나먼 시공 속에서 자양화의 꿈 (나가레야마 시몬)

2003년
- 머나먼 시공 속에서 2 백룡의 무녀 (아키후미)

### 극장판
- 극장판 머나먼 시공 속에서 무일야 (나가레야마 시몬)
- 짱구는 못말려 극장판: 신혼여행 허리케인 ~사라진 아빠~ (피로시)
- 하트 나라의 앨리스 (페터 화이트)

### 게임
- 머나먼 시공 속에서 시리즈
  - 머나먼 시공 속에서 (나가레야마 시몬)
  - 머나먼 시공 속에서 2 (아키후미)
  - 머나먼 시공 속에서 3 (무사시보 벤케이)
  - 머나먼 시공 속에서 4 (나기)
- 앨리스 시리즈 (페터 화이트)
  - 하트 나라의 앨리스 ~Wonderful Wonder World~
  - 클로버 나라의 앨리스 ~Wonderful Wonder World~
  - 조커 나라의 앨리스 ~Wonderful Wonder World~
  - 애니버서리 나라의 앨리스 ~Wonderful Wonder World~
  - 장난감 상자 나라의 앨리스 ~Wonderful Wonder World~
- 단간론파 희망의 학교와 절망의 고교생 (후지사키 치히로)